# Charles Poncet

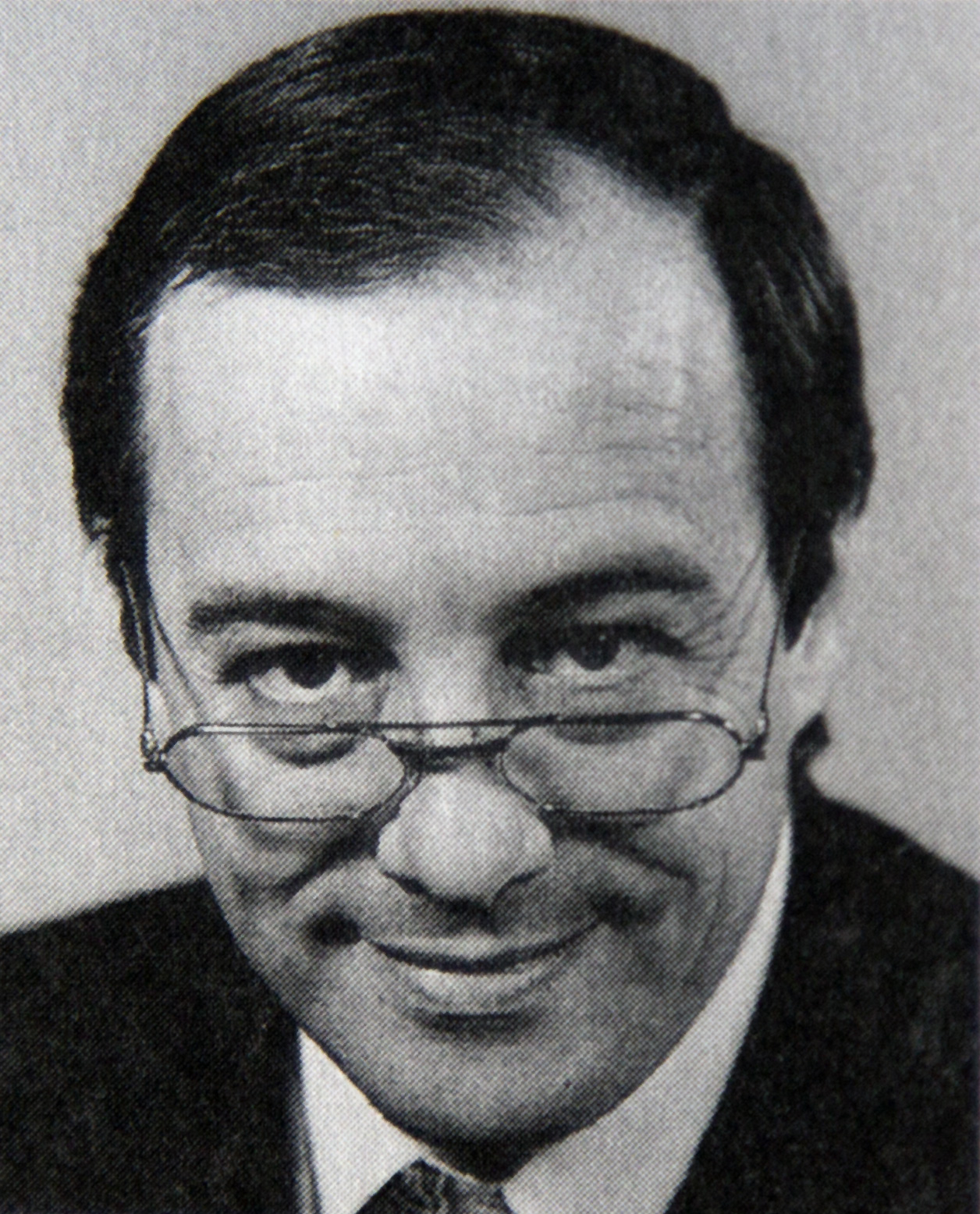
Charles Poncet

Charles Poncet (* 31. Dezember 1946 in Genf) ist ein Schweizer Rechtsanwalt und Politiker (SVP, zuvor LPS).

## Biografie
Poncet studierte Jura an der Universität Genf. In seiner Studienzeit wurde er Mitglied im Schweizerischen Zofingerverein. Nach Praktika in Genf, Zürich, London und Washington D.C. erhielt er 1972 das Anwaltspatent. Ab 1975 arbeitete er in der familieneigenen Anwaltskanzlei Poncet, Turrettini, Amaudruz & Neyroud, später bei Lalive & Budin. Er promovierte in Genf. 1986 gründete er seine eigene Anwaltskanzlei, ZPG Ziegler Poncet Grumbach Carrard Lüscher, die 2014 mit CMS von Erlach Henrici zu CMS von Erlach Poncet verschmolz. Er ist Spezialist für internationale Angelegenheiten und Schiedsverfahren. Er ist seit vielen Jahren aktiv in der internationalen Schiedsgerichtsbarkeit, zunächst als Sekretär des Schiedsgerichts und in der Folge als Schiedsrichter, Vorsitzender oder Berater. Im Streit um die Verhaftung des Herrschersohns Hannibal Gaddafi vertrat er die libysche Seite. Poncet ist Autor zahlreicher juristischer Publikationen.
Poncet sass von 1991 bis 1995 für die Liberale Partei im Nationalrat sowie von 1989 bis 1993 im  Grossen Rat des Kantons Genf. 2023 wurde er wieder in den Grossen Rat gewählt, dieses Mal für die SVP, der er erst im Herbst 2021 beigetreten war. Bei den Nationalratswahlen 2023 wurde er in den Nationalrat gewählt. Er verzichte auf das Amt zu Gunsten seines Parteikollegen Thomas Bläsi, der nicht wiedergewählt wurde.
Poncet ist geschieden und Vater von vier Kindern. Er schreibt und bloggt regelmässig für das Wochenmagazin L’Hebdo.